# Metrosideros sclerocarpa
Metrosideros sclerocarpa là một loài thực vật có hoa trong Họ Đào kim nương. Loài này được J.W. Dawson mô tả khoa học lần đầu tiên vào năm 1990.